# Chernes beieri
Espèce
Synonymes
- Chernes pallidus Beier, 1936 nec Banks, 1890

Chernes beieri est une espèce de pseudoscorpions de la famille des Chernetidae.

## Distribution
Cette espèce se rencontre en Allemagne et en Pologne.

## Étymologie
Cette espèce est nommée en l'honneur de Max Beier.

## Publications originales
- Harvey, 1991 : Catalogue of the Pseudoscorpionida. Manchester University Press, Manchester p. 1-726.
- Beier, 1936 : Zwei neue Pseudoskorpione aus deutschen Kleinsauger-Hohlen. Zoologischer Anzeiger, vol. 114, no 3/4, p. 85-87.